# 春野遼子
春野 遼子（はるの りょうこ、2月22日 - ）は、日本の俳優、役者。山口県出身。
月ねこ座所属。所属劇団以外の公演にも年間3〜4本の舞台に立つ。

## 出演

### 舞台

#### 月ねこ座出演作品

##### 2008年
- 6月  月ねこ座旗揚げ公演 「いつか―。」
- 12月  レーゼシアターvol.1「天使の唄う部屋」(主演)

##### 2009年
- 5月  第2回公演 「渡鳥の街」(主人公)
- 11月  レーゼシアターvol.2 「君は王女 僕は召使」(ヒロイン)/ボーカロイド楽曲「悪ノ娘」「悪ノ召使」より

##### 2010年
- 4月 第3回本公演 「イレギュラーWeeK」
- 10月  レーゼシアターvol.3 「Love Letter」(ヒロイン)/ボーカロイド楽曲「紙飛行機」「囚人」より

##### 2011年
- 3月 レーゼシアターvol.4「アメイジング・グレイス」(ヒロイン) /ボーカロイド楽曲「秘蜜～黒の誓い～」より

##### 2012年
- 4月 第5回本公演「探偵むしめか ゙ね」(ヒロイン)/ボーカロイド楽曲「探偵むしめか ゙ね」より
- 5月 第4回本公演「そして夜は明ける」
- 10 月  11回公演レーゼシアター「やっぱりさ!~ガーガーアヒル大作戦~」

##### 2013年
- 3月  劇。市川アートフェスティバル「終焉(はじまり)のカウントダウン」(
- 6月  第12回公演レーゼシアターK's Project01「ゆらり ゆらぐ」(出演・脚色)
- 12月  第13回公演 新人公演「Angel Tear~人形の見る夢~」(出演・脚色)

##### 2014年
- 5月 第14回公演「渡鳥の街」(出演・脚色)
- 10月 番外公演「Beautiful World」(出演・脚色)

##### 2015年
- 2月 第15回公演「君か僕がニセ者だ」
- 6月 第16回公演「スカパンの悪だくみ」(主演)
- 11月 第17回公演 新人公演 「ダイヤモンドガールー夢見る少女たちー」(出演・作詞)

##### 2016年
- 2月  第18回公演「電波ヒーロー~夢みるチカラ~
- 6月  第19回公演「淑女のお作法」(Wキャストにて二役・片方
- 11月  第20回公演「偶然スクープ」

##### 2017年
- 3月  劇団ブリオッシュ×月ねこ座合同公演「ヴェノマニア公の狂気~Everlasting ture love-永遠の愛-~」
- 7月  第21回公演「突然スクープ」
- 9月  かしわ演劇祭参加実行委員会特別賞受賞「ドッキリフリークス 第35回定例会議」出演・脚本

##### 2018年
- 3月 永遠のチキンライス&月ねこ座 合同公演[Legend of tomorrow~まだ見ぬ明日へ~]                     
  - 月ねこ座上演作品「メイド戦隊☆ご奉仕ファイブ」(出演・脚本)
- 6月 第 23 回公演「必然スクープ」(出演・脚本)
- 9月  かしわ演劇祭参加「妖異幻怪物語」 実行委員会特別賞受賞

##### 2019年
- 11月　第24回公演「妖異幻怪物語」

##### 2020年
- 5月  第25回公演「Zizz-ジズ-」コロナウイルスの影響により中止

##### 2021年
- 7月　第26回公演　群読劇「faon art～子鹿は絵を描く夢を見る～」

### 外部出演作品
- 2015年
  - 2月  楽劇座プロデュース公演「マカロンちゃんの憂鬱~ビターなヤツだぜ!~」          
  - 5月  劇団ブリオッシュ第4回公演「星ノ少女ト幻奏楽土」
  - 12月  快賊船 Cinema Live Vol.40 「for ×for=many mind~志×士=十色~」

- 2016年
  - 5月  快賊船 Cinema Live Vol.41 「um~潮龍伝~」
  - 11月  快賊船 Cinema Live Vol.42 「Rock'n WiLL~石の意志~」

- 2017年
  - 12月 stage project ILLUMINUS「喫茶ライフ」

- 2018年
  -  4月 FreeK-Laboratory主催「UBUGOE~Voice of comedy~」vol.18
  - 7月  快賊船 Cinema Live Vol.45 「Mariquite~天十夢志~」      
  - 8月 樫物語☆旗揚げ公演「ガールズバスケット!」

- 2019年
  -  5月  劇団虚幻癖 第11回本公演「緋ノ廻ル輪」
  - 7月  Favorite Banana Indians第13回本公演「Milky Way,Faraway～七夕伝説異聞～」
  - 9月  ファンタスティック学園 「台本もない夜」

- 2020年
  - 1月  劇団虚幻癖 #23番外公演「GOHST MIX Ⅳ」
  - 4月  劇団零色「ばななチョップ」コロナウイルスの影響により無観客配信にて上演
  - 7月  Unit Tribal days season03「泣きたくなかったんだ」コロナウイルスの影響により中止
  - 8月  劇団虚幻癖 番外公演「霧とクチナシ」
  - 11月  劇団虚幻癖 回帰公演「月に灼かれて」
  - 12月  Zero from ViStar 「Boxing Day」

- 2021年
  - 4月 空想嬉劇団イナヅマコネコ　作品No.05「宿命のブラッドバーン～Deadly fate "Bloodburn"～」
  - 7月  劇団虚幻癖 第14回本公演「滅びしイデアの墓標に」
  - 11月　Unit Tribal days season04「ジェリービーンズの片隅で」

- 2022年
  - 3月　Unit Tribal days season05「凪桜島」
  - 4月　100点un・チョイス！第17回公演「たいせつ」